# Eduardo Hurtado
Eduardo Estiguar Hurtado Roa (Esmeraldas, 12 gennaio 1969) è un ex calciatore ecuadoriano, di ruolo attaccante.

## Carriera

### Club
Comincia nelle giovanili in Ecuador, e la sua prima squadra professionistica è il Valdez SC. Da lì il trasferimento in Europa, in Svizzera per la precisione, all'San Gallo, a cui rimane per una sola stagione, prima di tornare in America, ai cileni del Colo Colo. L'Emelec è l'ultima squadra dell'Ecuador in cui passa prima di iniziare la sua carriera negli Stati Uniti; i Los Angeles Galaxy lo utilizzano come centravanti nel periodo tra 1995 e 1996, in cui segna 21 gol in 30 gare. Inizia poi un giro di prestiti all'LDU Quito, nell'intervallo di tempo tra i quali è venduto ai MetroStars. I New England Revolution si aggiudicano la punta nel 2000, ma lo mandano nuovamente in prestito all'LDU Quito dopo solo 3 presenze. Hurtado cerca allora una svolta e passa agli argentini dell'Argentinos Juniors e poi agli scozzesi dell'Hibernian, sua ultima squadra europea. Il ritorno in Ecuador avviene nel 2002 quando il Barcelona Sporting Club lo preleva per la stagione 2002-2003. Passa poi all'El Nacional di Quito, ai cileni dell'Universidad Concepcion e di nuovo in Ecuador nel Centro Deportivo Olmedo. Nel 2007 cerca l'avventura colombiana con il Deportivo Pereira, a 39 anni. Nel 2008 decide inizialmente di ritirarsi, ma nel 2010 firma per il Patria, club della seconda divisione ecuadoriana.

### Nazionale
Membro fisso dell'Ecuador dal 1992 al 2002, è il secondo miglior realizzatore della storia della sua nazionale con 26 reti.

## Palmarès

### Club

#### Competizioni nazionali
- Campionato cileno: 1

Colo-Colo: 1993
- Campionato ecuadoriano: 4

Emelec: 1994
Barcelona SC: 1995
LDU Quito: 1998, 1999

### Individuale
- MLS Best XI: 1

1996